# Johan Willem Frederiks
Johan Willem Frederiks (Middelburg, 30 maart 1889 - Den Haag, 17 oktober 1962) was een Nederlandse jurist, verzekeraar en kunstverzamelaar. Hij had een belangrijk aandeel in de totstandkoming in 1961 van de eerste Monumentenwet van Nederland. Zijn kunstcollectie werd gedoneerd aan het Museum Boijmans-van Beuningen. De Stichting Mr. J.W. Frederiks looft sinds 2013 jaarlijks de naar Frederiks vernoemde prijs uit voor de beste studie op het gebied van kunstnijverheid.

## Biografie
Frederiks was de tweede zoon van Middelburgs architect Johan Adriaan Frederiks en Johanna Bekaar. Karel Johannes Frederiks was zijn oudere broer. In 1901 werd Johan Willem toegelaten tot de Latijnse School in Middelburg. In 1912 promoveerde hij in de rechten aan de Universiteit van Leiden met een studie over Monumentenrecht. Frederiks trouwde in 1919 met Lydie Emma Anna Sijthoff, kleindochter van Albert Willem Sijthoff. Het echtpaar kreeg twee kinderen.
Frederiks was van 1928 tot aan zijn pensioen Hoofddirecteur van de Oude Haagsche van 1836, een levensverzekeringsmaatschappij.

### Voorlopige Monumentenraad (1946-1962)
Bij de oprichting van de Voorlopige Monumentenraad in 1946 werd Frederiks benoemd tot lid. Hij was actief in de commissies Monumentenbeschrijving en Oorlogsgevaren. Frederiks werd in 1951 voorzitter van de commissie Musea en in 1957 van de commissie Monumentenzorg. Frederiks was voorzitter van de Voorlopige Monumentenraad toen in 1961 uiteindelijk de Monumentenwet werd aangenomen.

## Publicaties
- De Meesters der Plaquettepenningen (1943), Uitgegeven ter gelegenheid van het 50-jarig bestaan van het Nederlandsch Genootschap voor Munt- en Penningkunde[7]
- Penningen (De Lange, 1947)[8]
- Dutch Silver (vier delen, 1952-1961)[9][10]

## Nalatenschap

### Kunstcollectie
De kunstcollectie van Frederiks werd verdeeld over zijn twee kinderen. Zijn dochter, plastisch chirurg dr. Edith Frederiks, gaf in 1968 haar deel in bruikleen aan het Museum Boijmans-van Beuningen. In 1994 schonk ze deze collectie definitief aan het museum. De donatie bestond uit 350 stukken, waarvan de Christus voor Pilatus een van de meest bekende is. De bronssculpturen werden gezien als beeldbepalend voor het museum. In 2022 gaf het museum zes Italiaanse majolica borden uit de Frederiks-collectie terug aan de erfgenamen van Fritz en Louise Gutmann, de oorspronkelijke eigenaars.

### Mr. J. W. Frederiksprijs
Sinds 1967 wordt de Mr. J. W. Frederiksprijs uitgereikt voor de beste studie op het gebied van kunstnijverheid, kleine plastiek en ornamentiek. Sinds 2013 wordt de prijs toegekend door de Stichting Mr. J. W. Frederiks ter bevordering van de studie van oude kunstnijverheid. De prijs wordt uitgereikt op de Kunsthistorische Dag van de Vereniging van Nederlandse Kunsthistorici.

#### Prijswinnaars
- 1967 Th.M. Duyvené de Wit-Klinkhamer
- 1968 J. Ypey
- 1969 Willemijn Fock
- 1972 Fries Berkhout
- 1973 R.J. Dubois-van Veen en J.B.Kist
- 1976 B. ter Molen-den Outer en J.R. ter Molen
- 1977 F. van den Berge en C.A. Burgers
- 1978 J. van Voorst tot Voorst

- 1981 Tanja Klip-Martin
- 1983 C.J.A. Jörg
- 1985 P.C. Ritsema-van Eck
- 1986 P. Wardle-Griffiths
- 1987 A.J. van Dissel
- 1988 J.R. Liefkes
- 1989 R.J. Baarsen
- 1991 T.M. Eliëns
- 1994 P. Fuhring
- 1997 J.P. Puype

- 2000 E.F. Koldeweij
- 2003 J. Pijzel-Domisse
- 2006 Y.G.H. Brentjens
- 2009 R. Harmanni en J. Kroes
- 2012 M. van Roon en Zs. van Ruyven-Zeeman
- 2015 A. van der Meule en P. Smeele
- 2018 Jean-Pierre van Rijen
- 2021 Hans Piena
- 2024 Alexandra van Dongen

- Biografisch Portaal: 68174212
- International Standard Name Identifier: 0000 0003 9035 5886
- Nederlandse Thesaurus van Auteursnamen: 070714223
- RKD-Nederlands Instituut voor Kunstgeschiedenis: 424807
- Virtual International Authority File: 200423838